# ゾンカ語訳聖書
ゾンカ語訳聖書 (ゾンカごやくせいしょ、英語: Bible translations into Dhongkha)ではキリスト教聖書のゾンカ語への翻訳を記す。ゾンカ語は単にゾン語ともいい（カは語の意味）、ブータンの国語である。シナ・チベット語族のチベット・ビルマ語派チベット・ヒマラヤ語群に属し、チベット語の南部方言とも表される。表意文字はチベット文字を使う。合わせて、ブータンでの地方語訳聖書も出来次第記す。

## ゾンカ語
2009年、ゾンカ語訳聖書は英語「新ジェイムズ王訳」を翻訳する形で出版された。旧・新約全書、新約聖書のみ、新約聖書と詩編・箴言の版などがある。

## 他言語
ブータンでは、おもに西部で普及しているゾンカ語以外に、南部のネパール語、中部のツァンラ語など、24の言葉が話されている。ツァンラ語訳聖書はまだ発行されていない。

## 参照項目
- ブータンの言語
- ブータンの宗教
- 聖書翻訳
- 言語別聖書の一覧